# Egg Museum
Het Egg Museum is een lokaal historisch museum in Egg in de Oostenrijkse deelstaat Vorarlberg. Het is het oudste regionale museum in Vorarlberg. Het museum werd opgericht in 1904 en heropend in 1988.
De collectie van het museum is gecentreerd rond de regio Bregenzerwald, met de nadruk op Bregenzerwald tracht (traditionele kleding). Daarnaast zijn er exposities over landbouw, gebruiken, gebruiken en cultuur, zoals keramiek, wapens, doop- en liefdadigheidsgeschenken. Een maquette van een typisch Bregenzerwald-huis geeft inzicht in de voormalige wooncultuur van de Bregenzerwälder bevolking. Een klein deel van de tentoonstelling is gewijd aan de viering van 100 jaar Wälderbähnle.
Het museum heeft elk jaar twee speciale tentoonstellingen, bijvoorbeeld "Het Bregenzerwald tijdens WO I" (2014), "FM.Felder" (2019) of "Lokale brandweer" (2021).